# Gottolengo

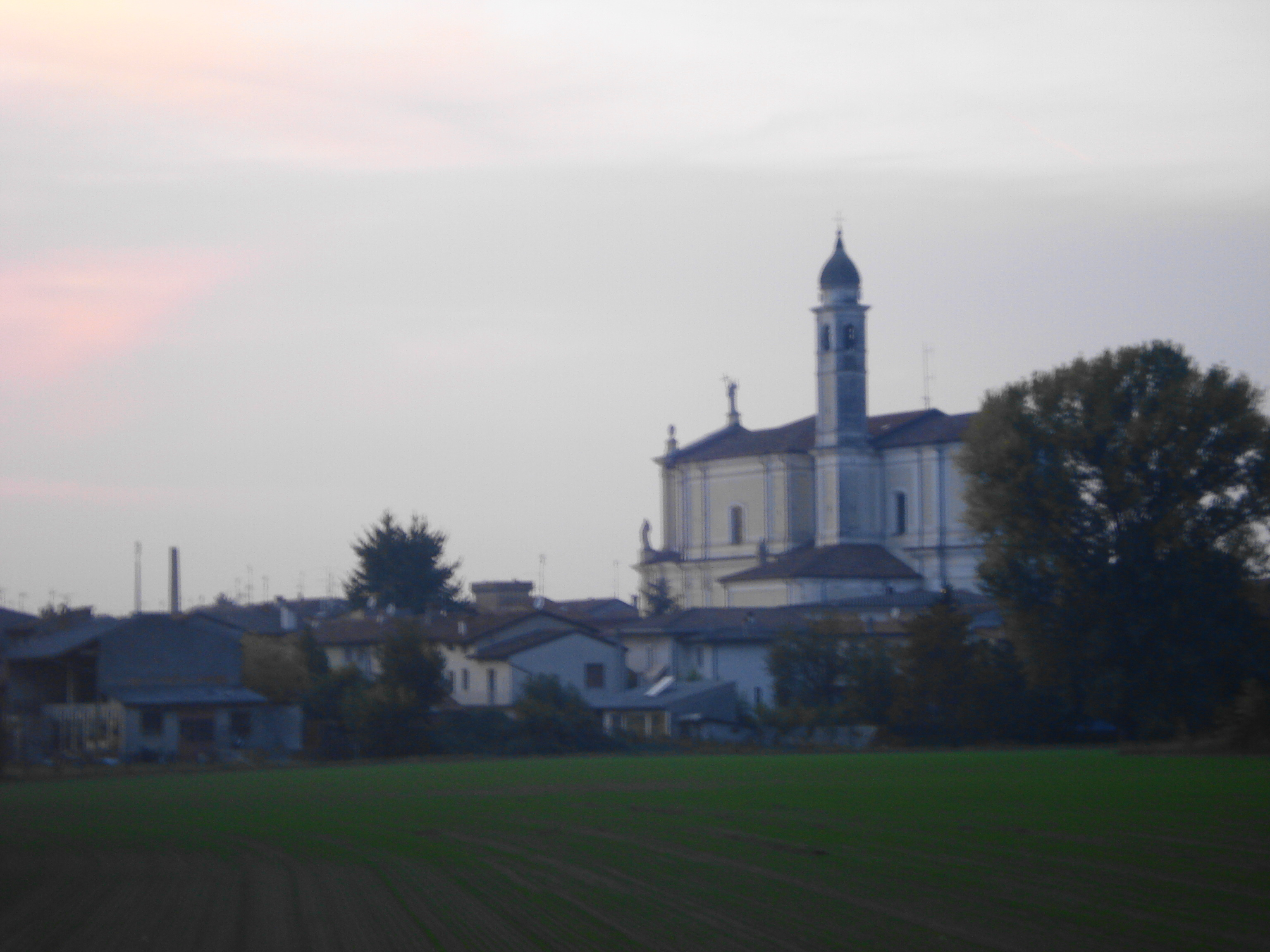
Blick auf Gottolengo

Gottolengo ist eine norditalienische Gemeinde (comune) mit 5020 Einwohnern (Stand 31. Dezember 2023) in der Provinz Brescia in der Lombardei. Die Gemeinde liegt etwa 27,5 Kilometer südsüdöstlich von Brescia. 

## Geschichte
Die Geschichte Gottolengos ist mit dem Fund des Lapide dei Quattuorviri (einem Stein mit einer lateinischen Inschrift aus dem 1. Jahrhundert nach Christus) verbunden. 